# Frank Giletti
Frank Giletti, né le 1er mars 1973 à Évreux (Eure), est un homme politique français.
Membre du Rassemblement national, il est élu député dans la sixième circonscription du Var en 2022.

## Biographie
Frank Giletti, élu pour le FN à partir de 1995, est secrétaire départemental du RN varois.
Il a été conseiller municipal d'opposition à Toulon, aux côtés de Jean-Marie Le Chevallier, entre 1995 et 2001. En 1998, il devient conseiller régional de Provence-Alpes-Côte d'Azur, puis à nouveau en 2021.
En plus de ses mandats régional et national, il est aussi conseiller municipal d'opposition à Puget-sur-Argens.
Élu député de la sixième circonscription du Var en 2022, il l'emporte face à la députée sortante Valérie Gomez-Bassac, de la coalition Ensemble, avec 56,62 % des voix. Il siège au sein du groupe RN et est vice-président de la commission de la Défense nationale et des Forces armées de l'Assemblée nationale.

## Controverse
Le Canard enchaîné rapporte que dans la nuit du 19 juillet au 20 juillet 2024, Frank Giletti a demandé à Annaïg Le Meur de lui masser le sexe en échange de sa voix lors de l’élection des secrétaires de l’Assemblée, en réponse à la demande ironique d'Annaïg Le Meur de voter pour elle,. Giletti dément avoir tenu ces propos devant plusieurs témoins, tandis que Le Meur confirme qu'il les aurait tenus.